# (8489) Boulder
(8489) Boulder ist ein Asteroid des äußeren Hauptgürtels, einem Asteroidenfeld zwischen Mars und Jupiter. Der Asteroid wurde am 7. Oktober 1989 von dem belgischen Astronomen Eric Walter Elst am La-Silla-Observatorium der Europäischen Südsternwarte in Chile (IAU-Code 809) entdeckt. Eine Sichtung des Asteroiden hatte es vorher schon unter der vorläufigen Bezeichnung 1976 GY8 am 4. April 1976 am Krim-Observatorium in Nautschnyj gegeben.
Der Asteroid gehört zur Hygiea-Familie, einer eher älteren Gruppe von Asteroiden, wie vermutet wird, deren größtes Mitglied der Asteroid (10) Hygiea ist. Die zeitlosen (nichtoskulierenden) Bahnelemente von (8489) Boulder sind fast identisch mit denjenigen von sechs kleineren (wenn man von der absoluten Helligkeit von 14,1, 14,8, 15,4, 15,1, 15,4 und 16,0 gegenüber 13,3 ausgeht) Asteroiden: (61642) 2000 QE107, (99785) 2002 JU133, (141293) 2001 YD86, (165704) 2001 PD61, (165960) 2001 XR157 und (266442) 2007 HC65.
Der mittlere Durchmesser von (8489) Boulder wurde mit 11,211 km (± 0,117) berechnet, die Albedo mit 0,081 (± 0,018).
Nach der SMASS-Klassifikation (Small Main-Belt Asteroid Spectroscopic Survey) wurde bei einer spektroskopischen Untersuchung von Gianluca Masi, Sergio Foglia und Richard P. Binzel bei einer Unterteilung aller untersuchten Asteroiden in C-, S- und V-Typen (8489) Boulder den C-Asteroiden zugeordnet.
Der Asteroid wurde am 2. April 1999 nach der US-amerikanischen Stadt Boulder, Colorado benannt. Eric-Walter Elst hatte 1967/68 mit seiner Frau dort ein Jahr am Joint Institute for Laboratory Astrophysics (JILA) der University of Colorado Boulder verbracht.